# بیژن کیان
بیژن رفیعی‌کیان  یک بیزنس‌من ایرانی آمریکایی و از اعضای سابق هیئت مدیره بانک صادرات واردات آمریکا است.
او در سال ۲۰۰۷ از سوی رئیس‌جمهور جرج دابلیو بوش برای عضویت در هیئت مدیره بانک صادرات و واردات آمریکا معرفی و این سمت با رأی اعتماد سنای آمریکا تأیید شد. کیان از شرکای تجاری سابق مایکل تی. فلین، مشاور سابق امنیت ملی دونالد ترامپ رئیس‌جمهور آمریکا، بود و به‌عنوان رئیس گروه تجاری فلین فعالیت می‌کرد. او همزمان با پیروزی ترامپ در انتخابات ریاست جمهوری ۲۰۱۶، همراه با فلین وارد تیم انتقال قدرت او شد و با توجه به این‌که فلین باتجربه‌ترین چهرهٔ امنیتی کمپین انتخاباتی ترامپ بود، نزدیکی او به کیان باعث شد که به نوشتهٔ رویترز، شریک تجاری سابق او نیز در انتخاب اعضای کابینه ترامپ در حوزه امنیتی تأثیرگذار باشد. فلین کمتر از یک ماه بعد از ورود به کابینهٔ ترامپ به‌دلیل افشای روابطش با روسیه مجبور به استعفا شد. در دسامبر ۲۰۱۸ (آذر ۱۳۹۷) بیژن کیان به اتهام لابی «غیرقانونی» برای استرداد فتح‌الله گولن به ترکیه بازداشت شد.البته در تاریخ ۲۵ سپتامبر ۲۰۱۹ آنتونی ترنگا قاضی دادگاه فدرال آمریکا محکومیت آقای کیان به دلیل عدم شواهد کافی را رد کرد. با این حال، دادگاه تجدید نظر حوزه چهارم محکومیت او را در تاریخ ۱۸ مارس ۲۰۲۱ دوباره برقرار کرد.

## تحصیلات
کیان مدرک کارشناسی ارشد خود را در مدیریت و اقتصاد از دانشگاه برایتون، ساسکس، انگلستان گرفته‌است. او تحصیلات خود را در دانشکدهٔ دولتی دانشگاه هاروارد و دانشگاه آکسفورد ادامه داده‌است.

## دیدگاه سیاسی
بیژن کیان از چهره‌های مخالف جمهوری اسلامی ایران است. او همچنین از منتقدان باراک اوباما بود و از جمله در شهریورماه ۱۳۹۵، رئیس‌جمهوری سابق آمریکا را متهم کرد که دچار «شیدایی سیاسی» شده‌است. او در جریان انتخابات ریاست جمهوری آمریکا در سال ۲۰۱۶ از پشتیبانان فعال دونالد ترامپ بود.
در دورهٔ انتقال ریاست جمهوری که مایک پومپئو برای جلسات استماع و کسب رأی اعتماد در کنگرهٔ آمریکا آماده می‌شد، کیان به او برای حضور در این جلسات کمک می‌کرد و سیاست‌هایی را به او پیشنهاد می‌داد.

## اتهام لابی‌گری غیرقانونی
شرکت فلین و کیان که ۵۳۰ هزار دلار از ترکیه دریافت کرده، سعی در ساخت مستندی داشته که فتح‌الله گولن را مشابه روح‌الله خمینی، و در پی بازگشت به ترکیه همچون او معرفی کند. در جریان تحقیقات اف‌بی‌آی در خصوص شبکه لابی‌گری مایکل فلین، کیان مرکز توجهات قرار گرفت. کیان و فلین در ۱۹ سپتامبر ۲۰۱۶ در نیویورک با وزیر امور خارجه و وزیر انرژی ترکیه که داماد رئیس‌جمهور این کشور است دیدار کردند. در اواخر اکتبر کیان کارکنان کمیتهٔ امنیت میهن مجلس نمایندگان را به مقر گروه اطلاعاتی فلین در ویرجینیا دعوت کرد. کیان سعی کرد آنان را وادار به برگزاری یک جلسهٔ استماع در خصوص گولن کند.
در ۱۷ دسامبر سال ۲۰۱۸، چند ماه پس از آن‌که مایکل فلین قرارداد همکاری با دفتر مشاوران ویژهٔ وزارت دادگستری ایالات متحده را امضا کرد و دو هفته پس از آن‌که فلین در دادگاه فدرال به جرم دروغ گفتن به اف‌بی‌آی محکوم شد، کیان و کامیل ایکیم آلپتیکن نیز در دادگاه فدرال آمریکا محکوم شدند. در آن زمان او به‌عنوان یک مأمور ثبت نشده برای یک حکومت خارجی به‌طور غیرقانونی فعالیت می‌کرد و به توطئه برای ربودن روحانی اهل ترکیه، فتح‌الله گولن که در ایالات متحده زندگی می‌کرد و بردن او به ترکیه متهم شد. البته در تاریخ ۲۵ سپتامبر ۲۰۱۹ آنتونی ترنگا قاضی دادگاه فدرال آمریکا محکومیت آقای کیان به دلیل عدم شواهد کافی را رد کرد. با این حال، دادگاه تجدید نظر حوزه چهارم محکومیت او را در تاریخ ۱۸ مارس ۲۰۲۱ دوباره برقرار کرد.